# Casa Edison
Casa Edison est la première maison de disque au Brésil et en Amérique du Sud, fondée en 1900 par Federico Figner à Rio de Janeiro.
Elle se distingue notamment en ayant enregistré la première chanson de l'histoire du Brésil, le lundu Isto É Bom (en 1902), ainsi que la première chanson de samba Pelo telephone (en 1916).

## Histoire

### Magasin de matériel phonographique puis de disques

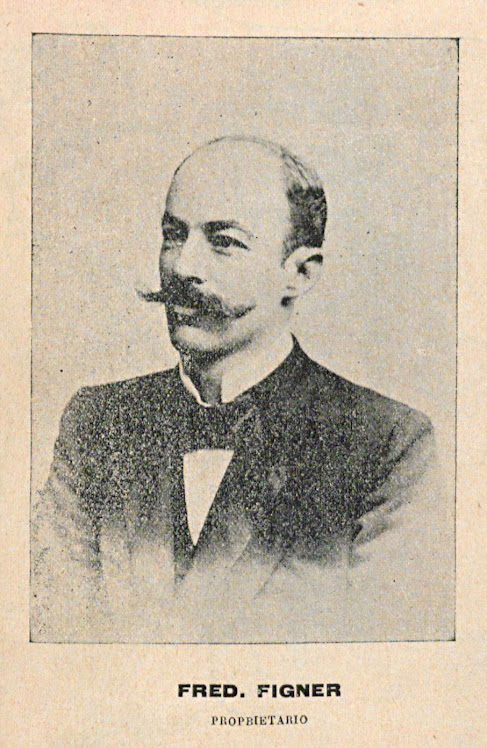
Federico Figner vers 1904.

Federico Figner est un émigrant juif tchèque qui a vécu aux États-Unis. Il y découvre le phonographe de Thomas Edison et entreprend de le vendre d'abord aux États-Unis, puis au Brésil : il arrive à Belém en 1891 et voyage dans tout le pays pour faire des démonstrations publiques du phonographe.
En 1900, il fonde avec son frère Gustavo Casa Edison — en hommage au scientifique américain — au 107, Rua do Ouvidor, à Rio de Janeiro,,,. Au départ, la société importe et revend uniquement des cylindres phonographiques (utilisés dans les phonographes d'Edison) et des disques (utilisés dans les gramophones d'Emil Berliner),. Elle devient ainsi le premier magasin de disques.
Figner écrit à la Gramophone Company de Londres pour lui demander d'envoyer des techniciens au Brésil afin d'enregistrer de la musique brésilienne. Avec l'arrivée du technicien allemand Hagen, Figner installe une salle d'enregistrement rattachée à la Casa Edison, au no 105 de la Rua do Ouvidor. Figner commence à produire avec le label Zon-O-Phone et publie son premier disque commercial avec le lundu Isto É Bom, du compositeur Xisto Bahia avec la voix de Baiano. Ce faisant, Casa Edison devient la première maison de disques en 1902 et Isto É Bom est la première chanson brésilienne enregistrée dans le pays,.

### Expansion et création de la première usine de disque latinoaméricaine

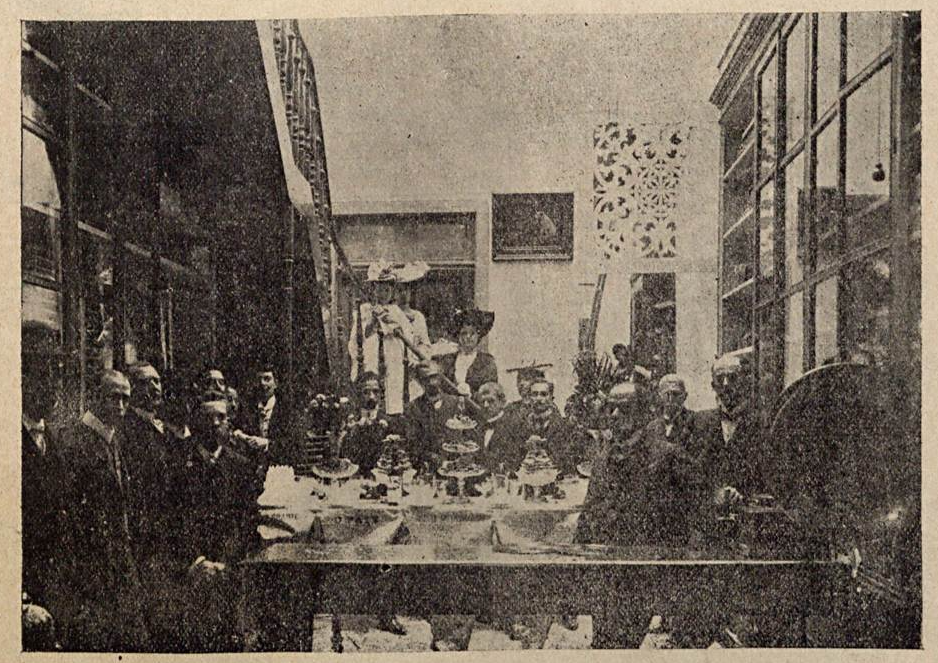
Inauguration de Casa Edison en 1903.

La même année, Casa Edison reçoit une tournée d'enregistrement de l'International Zonophone (it) qui enregistre un grand nombre d'artistes locaux. Ces disques sont pressés en Allemagne et vendus vers 1904. À partir de cette même année, avec l'incorporation de Zon-O-Phone par l'International Talking Machine Co. m.b.H., une maison de disque allemande créée en 1903, il commence à enregistrer sous le label Odeon.
En 1906, Casa Edison conclut un partenariat avec International Talking Machine Co. m.b.H. pour le pressage des enregistrements brésiliens, le Brésil devenant ainsi le premier pays d'Amérique latine à disposer de studios d'enregistrement. Ces disques sont pressés dans les usines Odeon d'Allemagne et de Barcelone. Depuis sa création, Casa Edison est un représentant au Brésil d'Odeon Records et des différents labels que possède la société allemande. Entre 1902 et 1927, période qui correspond à la phase dite d'enregistrement mécanique au Brésil, environ 7 000 disques sont sortis, dont plus de la moitié par Casa Edison ; grâce à sa maison de disque, le Brésil est même le troisième plus gros producteur mondial jusqu'en 1903, derrière les États-Unis et l'Allemagne.
À partir de 1912, Casa Edison prend la direction de l'usine récemment ouverte par Odeon à Rio de Janeiro, puis en 1913, Figner construit la première usine de disques latino-américaine, International Talking Machine Co.Ltd., dans le Vila Isabel de Rio de Janeiro. Elle presse des disques destinés à l'exportation ou pour des tiers jusqu'en 1919.
À partir de cette date, l'usine commence à produire localement sous le nom de Fábrica Odeon, scellant un partenariat plus fort entre Federico Figner et les propriétaires d'Odeon. L'usine produit plus de 1 500 000 exemplaires par an, faisant du Brésil le quatrième marché du disque au monde,,.

### Concurrence avec Casa A Eléctrica

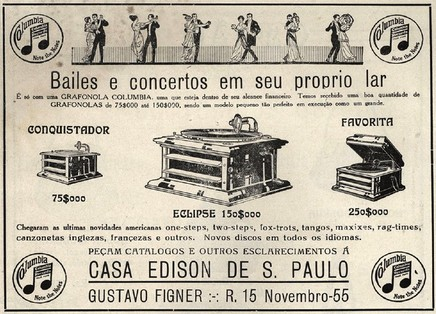
Publicité pour la Casa Edison de São Paulo en 1916.

Gustavo Figner, le frère de Federico, dirige une franchise de la Casa Edison à São Paulo, mais à la suite de désaccords sur des questions juridiques, le magasin prend son indépendance en 1914. Federico Figner comprend qu'il faut aller plus vite que la Casa A Eléctrica (pt), première maison de disque de Porto Alegre, qui construit son usine, Fábrica De Discos Saverio Leonetti. Il noue alors un partenariat avec la Casa Hartfield, qui est équipée d'enregistreurs acoustiques, avant que A Electrica ne soit en mesure de produire ses premiers disques. 
Les disques produits par Casa Harfield et Casa Edison entrent sur le marché sous le nom de Discos Rio-Grandeses, sous le label Odeon. L'année suivante, Gustavo Figner prend justement contact avec Saverio Leonetti (pt), le directeur de Casa A Eléctrica, pour obtenir un partenariat d'enregistrement et de pressage,.
En 1915, Federico Figner intente un procès à Saverio Leonetti au sujet de la publication d'une chanson enregistrée à Rio de Janeiro en 1912 et enregistrée et publiée par Leonetti en 1914. Le procès dure jusqu'en 1920 et se termine par un accord, mais la pression juridique incite Leonetti à se retirer du marché brésilien du disque.

### Succès puis déclin
En 1917, Casa Edison sort la première samba enregistrée dans le pays, Pelo telephone, composée par Donga et Mauro de Almeida, et également interprétée par Baiano.
En 1925, la société néerlandaise Transoceanic est rachetée par Columbia Gramophone de Londres, qui développe le système d'enregistrement électrique inventé par la Western Electric Company. L'année suivante, Transoceanic-Odeon se sépare de Casa Edison et commence à dominer la distribution de disques au Brésil. En 1927, elle commence à enregistrer sur le label Parlophone.

### Sortie de l'industrie du disque et disparition
En 1932, elle quitte définitivement l'industrie du disque, commençant à fonctionner avec des machines à écrire, des réfrigérateurs et des machines à polycopier jusqu'à cesser ses activités en 1960.